# セレマ神秘主義
セレマ神秘主義(セレマしんぴしゅぎ、英文：Thelemic mysticism ) とはアレイスター・クロウリーによって作られた神秘主義である。

## 概要
20世紀前半にアレイスター・クロウリーによって開発されたセレマの現代的な体系の中で、セレマ神秘主義は、自身の唯一の真の意志を知ることと、すべての調和を達成すること、という二つの統合されたことを行う目的で作られた、ひとつの複合神秘の道である。それを行うための一連の技術は、クロウリーの言葉で魔術（Magick）に該当し、ヨガ、西洋儀式魔術（特に召喚と聖餐儀式）、カバラ、いくつかの占い、特にタロットと占星術を含む様々な既存の訓練と神秘的な模範を利用する。
この神秘的達成または啓蒙思想の道は、当初、クロウリーによって開発され、仏教そしてまた生命の樹で築かれた瞑想／神秘技術に大きく基づいている。特に生命の樹は、19世紀にエリファス・レヴィによって、そして後にオカルト社会の多くの人々（黄金の夜明け団）によって研究されたものに基づいたものである。1904年、クロウリーは最終的にセレマの中心聖書と呼ばれる『法の書』を書き、人類の新しいアイオーン（古代ギリシャ語で「時代」）の到来を告げた。1907年から1911年の間、クロウリーは、彼が書いたというより彼を通じて書かれた、霊感を受けたと考えている一連の他の短い文章を書き、それらは後に一緒にまとめられて聖なる書と呼ばれた。最後にその聖なる書に加えられた文章は霊視と幻聴で、それは30のエノキアンアエティールを通じたクロウリーのアストラル投射の鮮明な報告である。これらの文章は、クロウリーの体系の最終的な神秘の屋台骨を形成する。

## 基幹的な訓練
クロウリーが開発した体系の中で、アデプト（達人）の中核課題は、あるときは大いなる運命、そしてまたあるときは本質（生来備わったもの）の完全な調和を伴った一瞬一瞬の行動の道筋として定義されている真の意志の発見と顕現である。この意志は意識的な意図からではなく、深遠な自己と宇宙全体の間の相互作用から生まれる。それゆえ、賢明なセレマイトは、自身のエゴが作り出した欲望や対立、習慣を排除または回避して、自己と宇宙の結合に直接触れる事が出来る。理論的には、この時点で、セレマイトは、下り坂を流れ落ちる川のように、抵抗する事や「結果を熱望」することなく、本質に沿って行動する。
クロウリーの体系では、この大いなる業（わざ）（the Great Work）を達成するにはかなりの準備と努力を要求される。カリキュラムはいくつかの主要な要素から成り、カバラ（特に生命の樹）の完全な知識、訓練された集中力（つまり瞑想）、自身の光体（Body of Light）（またはアストラル体）の開発（他の精神的分野を経験するため）、そして継続的定期的な特定の神々または精神的な存在の召喚を含む。

### 生命の樹の学習
生命の樹は、様々な神秘的な概念を分類し体系化するために使用されるツールである。最も単純なレベルでは、10個のセフィラまたは流出——セフィロトと呼ばれ22本の小径で繋がっている——から構成される。セフィロートは惑星によって象徴され、五大要素、7つの古典的惑星、黄道十二星座で細分された小径はヘブライ文字によって象徴される。
西洋神秘の伝統では、生命の樹は一種の概念の書類整理棚として使われる。各セフィラと小径は、神、タロットカード、占星術上の惑星と宮、五大要素等、様々な考え方が割り当てられている。セレマでは、これらのすべての対応が定義された最も影響力の大きな本は、イスラエル・リガルディーやエリファス・レヴィを含む何人かの影響力のある作家もいるものの、クロウリーのLiber 777である。
達成の道は生命の樹によって大部分定義されている。志願者は日々の現象の物質世界であるマルクースから始まり、すべての統一のセフィラ、ケサーが最終的なゴールになる。志願者は様々な訓練と実践を通じ、樹を上昇する様々なセフィラによって特徴づけられる特定の精神的、心理的状態を達成する。クロウリーはカバラの深い理解はセレマイトにとって重要だと考えていた。
生命の樹は心で学ばなければならない。つまり、後ろ、前、横、そして逆さ。それはすべてのあなたの考え方の自動的な背景になるべきだ。あなたはすべてのものを、あなたの方法でその正しい枝の上に引っ掛け続けなければならない。
そして、
生命の樹を利用するという芸術は、主にそれに対するすべての私達の考えを参照し、特定のことの共通の本質と他との本質的な違いを発見し、最後に宇宙の計り知れない広大な複雑性の単純な視点を得ることである。

すべての対応は777の書で学ばなければならず、主な属性は暗記し、さらにこの体系を常に使うことよって最後には理解する。——対照的にほとんど覚えなければ——その生徒はこの基準に関して彼が達成する新しい知識のすべての項目を評価し続けるため、その度に彼の上に生々しい光中断を見るだろう。
なぜカバラがそんなに重要なのかという理由のひとつは、聖なる書の理解が鍵になっている。法の書を含む多くの書は、抽象的、詩的、また時に不明瞭な言語で書かれている。カバラ、特にゲマトリアの機能（数秘術の一種）を利用することで、その文章の通常では不可解な意味を明確にすることが可能である。セレマイトはまた、言葉と概念を繋げるため、アストラル旅行等の魔術行為で与えられた啓示の正当性を確認するためにゲマトリアを使用することもできる。

### 集中力
セレマ神秘主義のもう一つの重要な要素は、集中する能力である。この能力は二つのモダリティがある。つまり、一方は素早く正確で効率的な思考の動き（魔術の領域）で、もう一方は全体の思考の停止（ヨガによって達成）である。前者は一つの考えのなかのすべての考えの巧みな操作で、後者は一つの思考の取り出しそれを無に減らすことである。このスキルについてクロウリーは次のように述べている。
集中力は実際に、すべてのドアの鍵を外す。つまり、すべての理論で最も重要なこととして、すべての実践の中心となる。そして、ほとんどすべての様々な規則や規定はこの点でアデプトを保証することを目的としている。すべての補助的な作業——自覚、一点性、注意深さと休息——は、この集中力を訓練することを意図している。
集中力は、精神的な実践のみでなく、日々の生活においても、すべての持続した成功のために重要な必須条件である。集中力を開発する一般的なカリキュラムは、ヒンドゥー教と仏教の体系の中のヨガの実践からほとんど完全に流用している。クロウリーは、それらの技法の一般的な要旨を二冊の本、Eight Lectures on Yoga と彼の著作Magick (Book 4)の"Mysticism"と呼ばれる章で与えている。

### 光体とアストラル旅行
光体（Body of Light）——クロウリーの言葉で神秘体（subtle body）のこと——は、アストラル旅行中に肉体的な体を離れ、自身の感覚と意識を保つことが出来る自己の論理的側面である。クロウリーは『Book 4』の中でこう書いている。「光体の作業——ヨガの技法による——は、魔術の基礎である。」
神秘主義の場合は、光体は脳のように全く同じ厳格な規律で開発され訓練されなければならない。魔術の技法で重要なのは光体の開発であり、それは、すべてのメンバーのオーガズムと実際は宇宙を取り入れるために拡張されなければならない。（中略）その目的はどのような特定の作業が目の前に横たわろうとも、簡単に行う能力を持つ体を有することである。自身の直接的な欲望を懇願する特別な経験の選択であってはならない。（魔術師は）すべての可能な塔門を通過し着実に進まなければならない。
クロウリーは光体の開発で最も重要な実践を下記のように説明している。
1. 儀式の継続的な使用、神形を纏う、聖体の使用する光による光体の強化
2. 召喚の儀式の使用による光体の浄化と聖別と精神的高揚
3. 経験による光体への教育。直面するであろうすべての障害を壊すため、すべての界へ旅行することを学ばなければならない。

アストラル旅行の利点で基本的なもののひとつは教育である。それは、自身の精神的な世界（「すべての魔術師は彼自身特有のアストラル宇宙を所有している。」）を探求し、基本となる要素を理解するのと同じであり、そうすることでアデプトはついにそれを習得する。主な目的は、「アストラル界の制御、アストラル界で自分の道を見つける能力、俗悪なものから保護されるという聖域の深い理解、そして、そこに住んでいる知識や力を獲得したり奉仕を命令するのに役立つであろう存在との関係を築くこと」である。また、「自身のアストラル界の理解は、分析によって天使、大天使、神々がそこから来たことを導き出すために正確でなければならない。もし、純粋なビールを望むのなら、純粋な原料を持たなければならない。」自身の真の意志を発見する大いなる業へ貢献するべきものとして、このすべてを理解することは極めて重要である。
魔術師を指導し強化することができ、また、反証を越えた証言でその正体を証明することができる、肉体のない存在の聖域の理解をするために公然と設計されたアストラル界で魔術師を冒険させよ。それら以外のすべての説明は、拡張し平衡化する知識として、または恐らく、強さの源を彼自身の方法で見つける魔術師にエネルギーを供給するだけの価値かがる。すべての場合で、無価値は一つの大いなる業を援助するために奉仕するものとしてオーボル（古代ギリシャの銀貨）を蓄えるほどの価値がある。
クロウリーは、また、「アストラル旅行」中に経験したことは何が「現実」で何が「現実でない」かという観点では関係がないことを積極的に認めた。結局、この実践のたった一つの価値は、アデプトに提供された実用性である。
それらの象徴の「現実性」や「客観性」は、議論するには適当ではない。（中略）魔術師はアストラル界の（私の）報告、（私の）カバラ的な発見、（私の）魔術の指示を受け入れるべきではない。それらは、ほとんどの人にとって正しいかも知れないが、二人の芸術家が同じ題材を全く同じ絵に描けないように、それらは（私自身を）いくらか助けるためで（彼らにとって）完全な真実になることはできない。（中略）魔術師が見たり聞いたりしたことは、それが事実そのものであろうと、彼の欲望で破壊されようと、彼の人格で作られようとも、この点で「真実」である。（中略）魔術師の幻視の本当の現実、最後の試験は、彼らの価値である。アストラル界の最も素晴らしい経験は、それは幻惑させ、興奮させるものであり、預言者の真の意志に合致する必要はない。つまり、もしそうでないとしたら、それが一度も客観的な真実でないとはいえ、彼にとって有用でないため、それは彼の真実ではない。
光体は単にアストラル旅行のため以上にもっと重要である。——光体はすべての経験の貯蔵庫である。
儀式魔術では、その反対で、魔術師は外側の世界のヴェイルを通過し（ヨガの言い方では。別の言い方では、超越すると比較して「非現実」になる）、彼は光体と呼ばれる神秘体（道具の方がより良い言葉だが）を創造する。つまり、光体は発達し制御する。通常は「参入儀式」と呼ばれるものによって成長したとき新しい力を増す。最後に、魔術師はこの光体にほとんど自身の全人生を携行し、自身の方法で宇宙の統制を達成する。

### 儀式魔術
クロウリーによると、儀式魔術の唯一の道徳的目的は、「マイクロコズムとマクロコズムの統合」を通じて神との合一を達成することである。この過程はとても困難なため、自己（すなわち光体）を開発するため、もしくは、作業の理想的環境を作るため（例えば、アストラル界にアクセスするのに邪魔をされない儀式を行う）に魔術を使うのが好ましい。多くの種類の魔術があるが、クロウリーによって推奨されている儀式の種類を下記に示す（引用はすべて『Book 4』より）。
1. 追儺——好ましくないエネルギーの排除。「魔術師は純化の問題、第一に自分自身、第二に彼の道具、第三に作業場所に最も注意を払わなくてはならない。」
2. 召喚——魔術師が召喚した神と合一すること。次の三つの方法がある。
  - ディヴォーション——「神との合一は愛と降伏によって、無関係な（そして錯覚の）自分自身の一部を諦めたり我慢することによって達成される。」（例えば、Liber Astarte ）
  - 招致(Calling forth)——「同一性は自分自身の熱望する部分に特別な注意を向けることで達成する。つまり、最初の方法をネガティブとするとポジティブな方法。」（例えば、神形を纏う）
  - 劇——「同一性は共感によって達成する。普通の人にとって、劇や小説の題材で完全に自分を失うことはとても難しいが、もしそれができる人であれば、この方法は紛れもなく最良の方法である。」（例えば、多くの参入儀式とグノーシスのミサ）
3. 喚起——精神的な存在を魔術師の目の前（中ではない）呼び出す。（例えば、ゴエティア）
4. 聖体儀式——「基本的に、共通の事柄を取り入れ、それらを神聖な物の中に変化させ、それらを消費する（食する）ことにある」（例えば、The Mass of the Phoenix ）
5. 聖別——「一つの目的に対する意欲的な献身」
6. 易断——タロットや他の情報を集めるために使う道具の使用など

## 神秘的マイルストーン
クロウリーはしばしば、すべてのアデプトの道は人それぞれであるだろうと書いている。彼はまた、二つの主なマイルストーンがセレマ神秘主義の原理だと書いていて、それらは、彼が自身の聖守護天使の知識と会話と呼んでいるものと、アビスを渡ることである。「二つの難関——天使とアビス——は、すべての通り道で必要な主要なものである。他の課題は、（いかなる与えられた命令の中で）必ずしも達成できるものではない。 

### 聖守護天使
聖守護天使（HGA）は、ある意味で、「ハイヤー・セルフ」だとしても、それはしばしば、
アデプトから独立した分離した存在として経験される。セレマの体系では、一つの最も重要なゴールは、自身のHGAと意識的に繋がることで、その行為は「知識と会話」と呼ばれる。それをすることで、魔術師は彼自身の「真の意志」を完全に知覚する。クロウリーにとって、この出来事はいかなるアデプトの一つの最も重要なゴールだった。
魔術師の中心で重要な作業で忘れられないであろう一つの瞬間は、聖守護天使の知識と会話を達成したときである。一旦これを達成すると、彼はもちろん、常にそして必然的に将来の大きなステップ——アビスを渡り神殿の首領の位階の達成——に彼を導くために信頼することができる天使の完全な管理下におかれなければならない。
クロウリーはほとんどの著作でHGAを、自己の深遠な無意識で公平な時の自身の「沈黙の自己」と表現した。後期の著作では、彼はHGAは完全に分離した客観的な存在だと主張している。どちらの位置をとっても、目的は同じで——自身の真の意志を完全に知り顕現できるように親密な精神的な繋がりを深めること——である。生命の樹に置き換えると、この出来事はティファレスのセフィラで起こる。
クロウリーはHGAとの知識と会話を達成するために特別に考案された儀式、Liber Samekh を書いた。この儀式の彼の注釈で、クロウリーは成功の鍵を「頻繁に召喚する」とまとめた。別の一般的な手順の詳しい説明は『霊視と幻聴 』Aethyr 8 で与えられた。

### アビスを渡る
HGAの知識と会話を達成した後、アデプトは次の主要なマイルストーンに達することを選ぶだろう。つまり、顕現の現象世界とその実体の源の間の大きな溝または虚空、アビスを渡ることで、これはアデプトが熟達を達成するために渡らなければならない偉大な精神的荒野である。
この教義は説明するのが極めて難しいが、これは理想である現実と実際である非現実の間の考えの事実上の溝に対応する。アビスではすべてのことが存在し、実際は、少なくとも実在可能だが、いかなる可能な意味はなく、それらにとって精神的な現実の基層は欠如している。それらは法なしに出現している。それらは、それ故に「非常識な妄想」である。
コロンゾンはアビスの住人である。つまり彼は最後の障害としてそこにいる。もし、適切な準備で彼に会ったら、彼はエゴを破壊するためにそこにいて、アデプトがアビスの上を移動することを許す。もし準備していなければ、不運な旅行者は完全に粉々になり消滅するだろう。コロンゾンとアビスは両方ともクロウリーのConfessions (ch. 66)で議論されている。
アビスの住人の名前はコロンゾンだが、彼は本当は個人ではない。アビスは存在の空虚である。つまり、それはすべての可能な様々な形で満たされ、それぞれは虚無同様で、それ故にそれぞれは世界の唯一の真の感覚で悪魔であり——それは、現実になる事を切望する限りにおいて無意味だが極めて有害である。それらの形は、ダスト・デビルのように偶然の積み重ねで意味もなく渦を巻き、それぞれのそんな機会の集合体は、それ自体が一つになるために確立し悲鳴を上げる。「私は私！」その間ずっと気付いているにもかかわらずそのエレメントは真の結合をもたず、ちょっとした妨害がまるで騎手のように妄想を消え失せ、ダスト・デビルに会い、大地に砂のシャワーをもたらす。
しかしながら、アビスを越えた反対側には、ババロンが待っている。彼女はアデプトに完全に身を委ねるように呼びかける、アデプトがアビスを越えられるように。

### ババロン、ピラミッドの都市、パンの夜
コロンゾンはアビスの住人であり、彼の仕事は旅行者を彼の幻想の無意味な世界に捕らえることである。しかしながら、ババロンはその反対側にいて、（生命の樹のビナーのセフィラで）手招きしている。もし、アデプトが彼自身を彼女に与えたら、——この行動の象徴はアデプトの血を彼女の聖杯に注ぐ——彼は彼女に身籠り（「深淵の嬰児」（Babe of the Abyss）と呼ばれる）、そしてピラミッドの都市に住む達人と聖人として生まれ変わる。
ピラミッドの都市は偉大なアビスを越え、すべての血をババロンの聖杯に注いだアデプト達の家である。彼らは地上のエゴ・アイデンティティを破壊して、山のような塵（すなわち、「私」という自己意識のない真の自己の残された要素）でしかないものになった。その中で、彼らは聖人またはネモ（Nemo：ラテン語のNo-Man）の名前または肩書きを得る。銀の星の体系では、彼らは神殿の首領と呼ばれる。これは、精神的な純化の道に沿った一つのステップであり、俗世界に対する執着を手放すことに成功した人のための精神的な休憩所である。
それらのアデプト達は、霊視と幻聴(Aethyr 14)とConfessionsでこう書かれている。
これらのアデプト達はピラミッドのように見える。——彼らの（頭に被る）フードとローブ（法衣）はピラミッドのようだ。（中略）そして、至福のヴィジョンはもはやなく、最高の名誉もない。そこにはもう知識はない。至福もない。権力もない。美もない。ここは理解の宮殿だから。汝の魔術は原始のものだから。
それ故に、神殿の首領は、彼が大いなる業をするためにそこに送られて行う場合を除き、物事の計画を妨げない。なぜ彼は投獄、国外追放、死に対して闘うべきなのか？（中略）神殿の首領は、人からかけ離れ、彼が現実化したすべての事は彼にとって重要ではない。彼の業が重要になるのは、人が王座に座る、または吊るされることであろう。
私は、すぐさま暗黒の中に染みつけられた。私の天使は神殿の首領の神秘へ参入する秘密の言葉を囁いた。現在、私の目は（最初は石の形に見えた）不動の威厳に包まれ静寂に覆われた首領達を注視した。首領達は皆全く同じように見えた。そして天使は私の大志をどこに導くか理解し命令した。つまり、すべての力、すべての恍惚、はここに終わった——私は理解した。彼は、今から私の名前はネモだと言い、パンの夜の下ピラミッドの都市で他の静寂の形の中の座るように告げた。つまり、私がアビスより下に残して来た私の別の部分は、私の行動によって作り出されたエネルギーのための乗り物として奉仕しなければならない。これまで従ってきたエゴの困窮した私の精神と体は、世界の本質と一致して顕現するために、人類の進化を援助するために彼ら自身に捧げるために、今、自由になった。私の場合、私は木星の天球に追放された。私の死すべき部分は、管理すること、教えること、創造すること、そしてより高潔に、より神聖に、より価値のある、より王らしく、より親切に、より寛大になることを切望する人に強く勧めるという木星的作業で人間性を助けることだった。
その都市はパンの夜(Night of Pan)、またはN.O.X.の下に存在する。陽気で好色なパンは、自然、情欲、男性の生殖力を表すギリシャ神話の神である。ギリシャ語のパーンは、すべてとも訳し、よって彼は、「普遍的特性の象徴、自然の化身」であり、Pangenetor（すべての子孫をもうける人）とPanphage（すべてを貪る人）の両方である。(Sabazius, 1995)故に、パンは人生の与える人と奪う人の両方で、彼の夜は、エゴの自己の恍惚の破壊のすべてを通じてアデプトが統一を経験する象徴的な死の時間であり、それはすべての限界を超え、宇宙とのワンネスを経験する状態である。

### メイガスとイプシシマス
最後の二つのマイルストーンに達するのはごくわずかである。最後から二番目はメイガスになることで（生命の樹のホフマに入ることを象徴している）、彼の主な任務は人類に対して新しい真実を伝えることである。メイガスについて、クロウリーは下記のように書いている。
多くの魔術の師がいるが、その言葉の技術的な意味では、歴史上、メイガスはやっと12人しかいない。彼らは、彼らのメッセージを一つの言葉として明確に説明されることで認識され、その言葉はすべての現存する信念と法典をひっくり返すべきだ。私達は仏陀の言葉を事実として捕らえるだろう。——「無我」（アートマンや魂がないこと）（中略）モハメッドもまた、「アラー」という一語で、（中略）同様に、アイワスも、「セレマ」という言葉で言い表し（そのすべての意味合いで）、死につつある神の慣習的やり方を完全に破壊する。
メイガスの状態は、クロウリーのLiber B vel Magiで説明されている。ほかのどこかで、彼は、完全な新しい魔術の言葉なしにこの位階に達する可能性がある人がいることを認めている。彼は、そのようなメイガスは、現在のアイオン（時代）の言葉で彼自身もしくは彼女自身を識別し、それを設立するための作業をするだろうと言っている。Magick Without Tearsで、クロウリーは（実際にはそうは言っていないが）銀の星の秘密長官は、ある意味で少なくともメイガスの位階に達していることを推奨している。
イプシシマスの状態は、非常に最高の最善である。（生命の樹のケサーのセフィラで象徴される）この位階の達成は比較的公には書かれていない。
イプシシマスはすべてのどんな限界からも完全に自由になり、それらの間の量や質の区別なくすべてのものの本質の中に存在している。彼は、存在と非存在と生成、行動と非行動と傾向、その他すべてのそのような三つ組みと同一視され、いかなる状態でも、もしくはそれがその状態であろうとなかろうと、いかなる一つのこととそれ以外のことの間で、それらとの区別されない。

彼は、証人の存在でその位階を受け、言葉と行為にその本質を表現するが、ひとりの人として彼の自然な顕現のヴェイルの中にひとたび彼自身を引き下がり、彼の達成した事実に関しては彼の人生の間、団の別のメンバーにさえ沈黙を保つことを誓う。

イプシシマスは存在のすべてのモデルの卓越した達人である。つまりこれは、彼の存在は内や外の必要性から完全に自由である。彼の仕事は、構築することやそのような必要性を取り消すすべての傾向を破壊することである。彼は、虚無（無我）の法の達人である

イプシシマスはいかなる存在とも関係しない。つまり、彼は、いかなる方向にも意志を持たず、いかなる種類の二重性を持つ意識を持たず、彼にとってすべては成就し、それは「言葉と愚者を越えて、そうだ、言葉と愚者をこえて」と書かれるだろう。